# چهار قدم در ابرها
چهار قدم در ابرها (انگلیسی: Four Steps in the Clouds) فیلمی در ژانر درام و کمدی به کارگردانی آلساندرو بلازتی است که در سال ۱۹۴۲ منتشر شد.

## بازیگران
- جینو چروی
- آدریانا بنتی
- کارلو رومانو
- گویدو چلانو
- آلدو سیلوانی
- اورسته بیلانچیا
- انریکو ویاریزیو
- سیلویو باگلینی
- پینا گالینی
- آنا کارنا
- جودیتا ریسونه
- آدا کلانجلی
- آرماندو میلیاری
- ویرجیلیو رینتو
- آرتورو براگالیا
- جیلدو بوچی
- ماریو سیلتی